# Michel Baudier
Michel Baudier (Languedoc, c. 1589 — 1645) foi um historiador da corte francesa, nascido durante o reinado de Luís XIII e responsável por uma extensa contribuição historiográfica para o seu país.

## Obras
- Histoire de la guerre de Flandre 1559-1609 (Paris, 1615);
- Histoire de l'administration du cardinal d'Amboise, grand ministre d'état en France (Paris, 1634)
- Histoire de l'administration de l'abbé Suger (Paris, 1645).
- Inventaire général de l'histoire des Turcs (Paris, 1619)
- Histoire générale de la religion des Turcs avec la vie de leur prophète Mahomet (Paris, 1626)
- Histoire générale du sérail et de la cour du grand Turc (Paris, 1626).
- Histoire de la cour du roi de Chine (Paris, 1626)
- Vie du cardinal Ximénès (Paris, 1635)
- Histoire de l'incomparable administration de Romieu, grand ministre d'état de Raymond Bérenger, comte de Provence (Paris, 1635).